# Касьяненко, Инга Владимировна
Инга Владимировна Касьяненко (29 декабря 1924, Киев — 31 января 2008, Киев) — советский и украинский учёный-медик, доктор медицинских наук, профессор (1977).

## Биография
Участница Великой Отечественной войны.
В 1948 году окончила Киевский медицинский институт. В 1952—1967 работала в Институте физиологии АН УССР, с 1967 — в Институте проблем онкологии имени Г. Е. Кавецкого АН УССР. Ведущий научный сотрудник Института экспериментальной патологии, онкологии и радиобиологии НАН Украины.
Научные исследования по изучению местных и общих изменений в организме больных предопухолевые заболевания и рак, разработки новых эффективных методов противоопухолевой химиотерапии, химиолучевой иммунотерапии больных на злокачественные опухоли.
Автор более 230 научных трудов, из них 7 монографий. Лауреат Государственной премии УССР 1981 года, председатель Фармакологического комитета МЗ Украины, член Европейской ассоциации маммологов.
Умерла на 84-м году жизни 31 января 2008 года. Похоронена вместе с мужем на Байковом кладбище Киева.

### Семья
Муж — академик Ф. Д. Овчаренко. Отец — академик Касьяненко Владимир Григорьевич.